# Marcellin Marbot
Jean-Baptiste Antoine Marcelin Marbot, kallad Marcellin Marbot (franska: [maʁsølɛ̃ maʁbo]), född den 18 augusti 1782 i Altillac, död den 16 november 1854 i Paris, var en fransk militär och memoarförfattare.

## Biografi

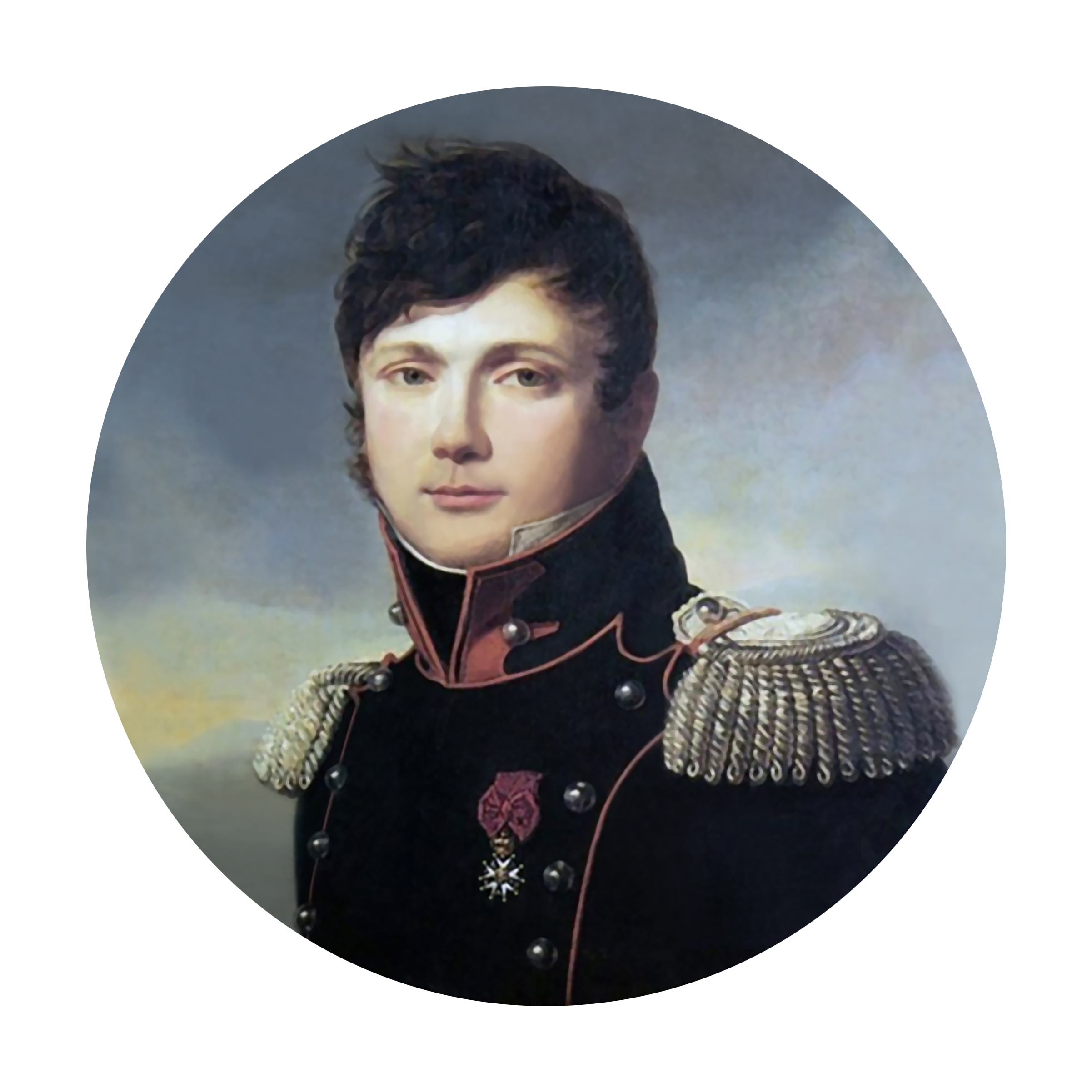
Överste Marbot 1812.

Marbot blev husarunderlöjtnant 1799. Han var sedan adjutant hos Bernadotte, Augereau (1803–1808), Lannes (1808–1809) och Masséna (1809–1811). Överste 1812, måste han efter de hundra dagarna 1815 lämna Frankrike, men fick återvända 1818 och inträda i hären på halv sold 1820. Han var 1830–1840 adjutant hos hertigen av Orléans och sedan 1842 hos greven av Paris, blev pär 1845 och tog avsked 1848. Utom i Napoleonkrigen deltog Marbot i striderna i Algeriet 1835 och 1839–40.
Marbots intressanta Mémoires (3 delar, 1891; "General Marbots minnen från Napoleonstiden", 1896) omfattar egentligen tiden 1799–1814, vartill sluter sig några brev angående slaget vid Waterloo.
Han var son till general Jean-Antoine Marbot (1754–1800) och bror till general Adolphe Marbot (1781–1844).

## Ordnar och utmärkelser
Franska kejsardömet
- Nationella Orden av Hederslegionen:
  -  Riddare (1808)
  -  Officer (1813)

 Kungariket Frankrike
- Kungliga och militära Sankt Ludvigsorden:
  -  Riddare (1827)

 Kungariket Frankrike
- Kungliga Orden av Hederslegionen:
  -  Kommendör (1831)
  -  Storofficer (1836)

 Konungariket Belgien
- Leopoldsorden:
  -  Kommendör (1833)

 Storhertigdömet Luxemburg
- Ekkronans orden:
  -  Storkors (1842)